# You Can't Trust a Ladder
You Can't Trust a Ladder es el primer álbum de estudio de la banda indie rock The Myriad. Fue lanzado el 14 de junio de 2005 a través de Floodgate Records.

## Lista de canciones
1. "Stretched Over" - 3:22
2. "When Fire Falls" - 4:25
3. "10,000 X 10,000" - 4:08
4. "The Last Time" - 3:15
5. "Perfect Obligation" - 3:35
6. "Tethered" - 2:52
7. "Godray" - 3:23
8. [Untitled Track] - 0:22
9. "A New Language" - 3:06
10. "Nothing Is Safe" - 3:13
11. "We Will Be Disappointed Together" - 6:00